# Cantonul Sisak-Moslavina
Cantonul Sisak-Moslavina este una dintre cele 21 unități administrativ-teritoriale de gradul I ale Croației. Are o populație de 185.387 locuitori (2001). Reședința sa este orașul Sisak. Cuprinde 6 orașe și 13 comune.